# Warnzeichen

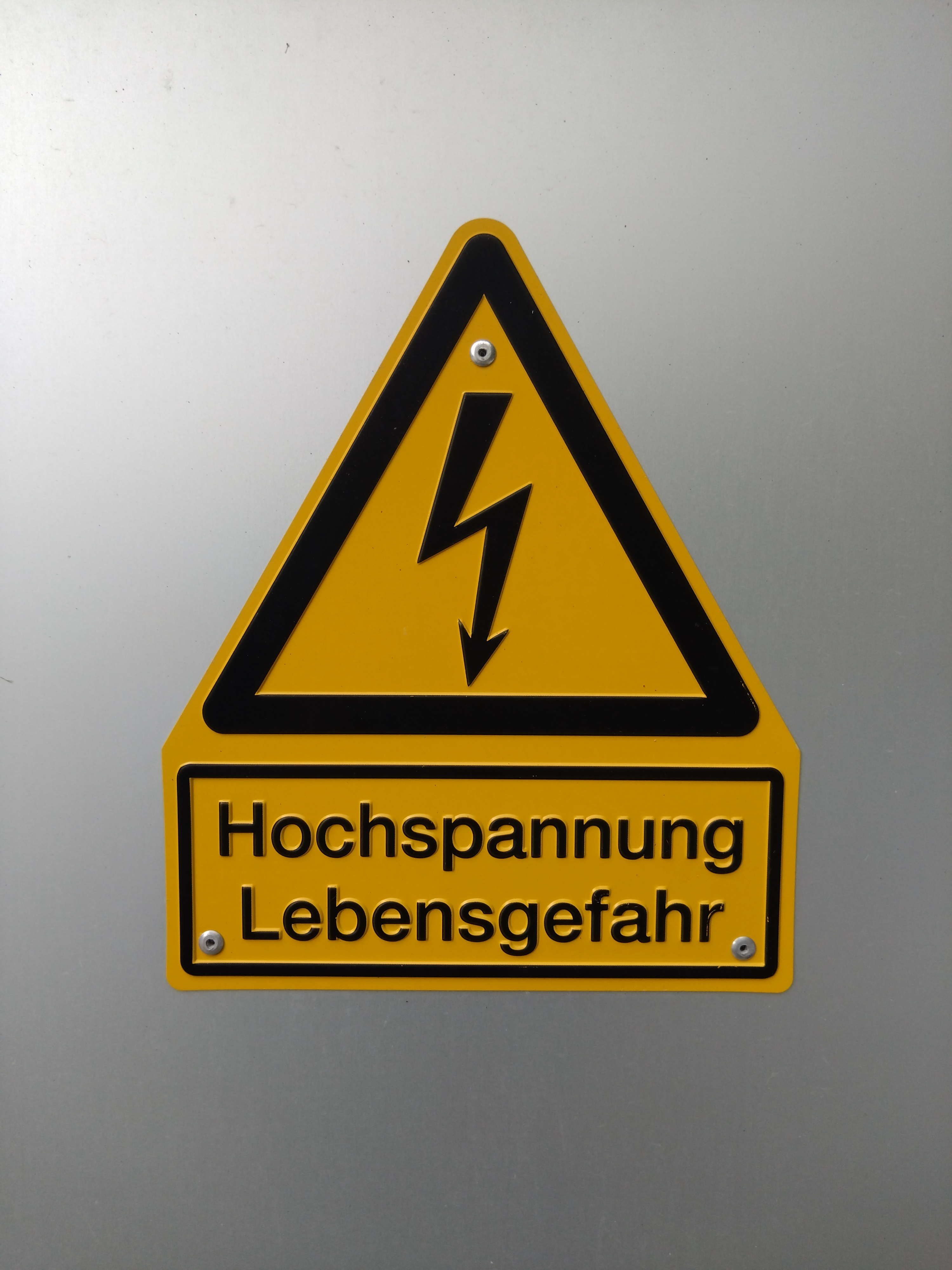
Ein Warnzeichen an einem Transformatorhäuschen

Warnzeichen dienen der Kennzeichnung von Hindernissen und Gefahrstellen, an denen Gefährdung, z. B. Anstoß-, Quetsch-, Sturz- oder Stolpergefahr oder die Gefahr des Fallens von Lasten, besteht.

## Grundlagen
Warnzeichen mit dem Kennzeichnungsbuchstaben W sind eine Untergruppe der Sicherheitszeichen. Demgegenüber spricht man bei der Kennzeichnung gefährlicher Stoffeigenschaften nach Richtlinie 67/548/EWG (Gefahrstoff) von Gefahrensymbolen, beim Transport nach ADR (Gefahrgut) von Kennzeichnung der Gefahr. Hierbei sind die Piktogramme an die Warnzeichen angelehnt. Die Warnzeichen an Fahrzeugen heißen Gefahrzettel.

## Gesetzliche Regelungen
In Deutschland sind Warnzeichen in den Technischen Regeln für Arbeitsstätten (ASR) geregelt. Diese sind eine amtlich anerkannte Sammlung für technische Regeln und Richtlinien unter dem Rechtsrahmen des Arbeitsschutzgesetzes. Die ASR A1.3 mit dem Titel „Sicherheits- und Gesundheitskennzeichnung“ regelt die genauen Kennzeichnungspflichten für Arbeitsstätten.
Seit 2013 sind nach ASR die Warnzeichen nach internationaler Norm ISO 7010 verbindlich. Dies soll unter anderem in einem vereinheitlichten europäischen Arbeitsmarkt eine einheitliche Kennzeichnung gewährleisten und Verständnisprobleme vermeiden.
Die früher maßgeblichen Kennzeichnungsregelungen nach BGV A8 wurden durch die aktuellere ASR A1.3 abgelöst. Bestehende Beschilderung hat jedoch Bestandsschutz. DIN EN ISO 7010 definiert Kennbuchstaben für die verschiedenen Kategorien der Sicherheitskennzeichen:
- P = Verbotszeichen
- W = Warnzeichen
- M = Gebotszeichen
- E = Rettungszeichen
- F = Brandschutzzeichen

Durch den Kennbuchstaben sowie eine dreistellige Ziffer lässt sich jedes genormte Sicherheitskennzeichen identifizieren.
Die ASR A1.3 definiert darüber hinaus Zusatzzeichen, die zusammen mit einem Sicherheitszeichen verwendet werden und ein Kombinationszeichen ergeben.

## Übersicht
| EN ISO 7010                                                      | DIN 4844-2:2001                                                        | Richtlinie 92/58/EWG                                        | Kennzeichnungsverordnung                                    | The Health and Safety (Safety Signs and Signals) Regulations 1996 |
| ---------------------------------------------------------------- | ---------------------------------------------------------------------- | ----------------------------------------------------------- | ----------------------------------------------------------- | ----------------------------------------------------------------- |
| W001: Warnung vor einer allgemeinen Gefahr                       | D-W000: Warnung vor einer Gefahrenstelle                               | Warnung vor einer allgemeinen Gefahr                        | Warnung vor allgemeiner Gefahr                              | General danger                                                    |
| W002: Warnung vor explosionsgefährlichen Stoffen                 | D-W002: Warnung vor explosionsgefährlichen Stoffen                     | Warnung vor explosionsgefährlichen Stoffen                  | Warnung vor explosionsgefährlichen Stoffen                  | Explosive material                                                |
| W003: Warnung vor radioaktiven Stoffen                           | D-W005: Warnung vor radioaktivenStoffen oder ionisierenden Strahlen    | Warnung vor radioaktiven Stoffen                            | Warnung vor radioaktiven Stoffen                            | Radioactive material                                              |
| W004: Warnung vor Laserstrahl                                    | D-W010: Warnung vor Laserstrahl                                        | Warnung vor Laserstrahl                                     | Warnung vor Laserstrahl                                     | Laser beam                                                        |
| W005: Warnung vor nicht ionisierender Strahlung                  | D-W012: Warnung vor nicht ionisierender, elektromagnetischer Strahlung | Warnung vor nichtionisierender Strahlung                    | Warnung vor nichtionisierender Strahlung                    | Non-ionising radiation                                            |
| W006: Warnung vor starkem magnetischem Feld                      | D-W013: Warnung vor magnetischem Feld                                  | Warnung vor starkem magnetischem Feld                       | Warnung vor starkem magnetischem Feld                       | Strong magnetic field                                             |
| W007: Warnung vor Stolpergefahr                                  | D-W014: Warnung vor Stolpergefahr                                      | Warnung vor Stolpergefahr                                   | Warnung vor Stolpergefahr                                   | Obstacles                                                         |
| W008: Warnung vor Absturzgefahr                                  | D-W015: Warnung vor Absturzgefahr                                      | Warnung vor Absturzgefahr                                   | Warnung vor Absturzgefahr                                   | Drop                                                              |
| W009: Warnung vor Biogefährdung                                  | D-W016: Warnung vor Biogefährdung                                      | Warnung vor Biogefährdung                                   | Warnung vor Biogefährdung                                   | Biological risk                                                   |
| W010: Warnung vor niedriger Temperatur/Kälte                     | D-W017: Warnung vor Kälte                                              | Warnung vor Kälte                                           | Warnung vor Kälte                                           | Low temperature                                                   |
| W012: Warnung vor elektrischer Spannung                          | D-W008: Warnung vor gefährlicher, elektrischer Spannung                | Warnung vor gefährlicher elektrischer Spannung              | Warnung vor gefährlicher elektrischer Spannung              | Danger: electricity                                               |
| W014: Warnung vor Flurförderzeugen                               | D-W007: Warnung vor Flurförderzeugen                                   | Warnung vor Flurförderzeugen                                | Warnung vor Flurförderzeugen                                | Industrial vehicles                                               |
| W015: Warnung vor schwebender Last                               | D-W006: Warnung vor schwebender Last                                   | Warnung vor schwebender Last                                | Warnung vor schwebender Last                                | Overhead load                                                     |
| W016: Warnung vor giftigen Stoffen                               | D-W003: Warnung vor giftigen Stoffen                                   | Warnung vor giftigen Stoffen                                | Warnung vor giftigen Stoffen                                | Toxic material                                                    |
| W021: Warnung vor feuergefährlichen Stoffen                      | D-W001: Warnung vor feuergefährlichen Stoffen                          | Warnung vor feuergefährlichen Stoffen oder hoher Temperatur | Warnung vor feuergefährlichen Stoffen oder hoher Temperatur | Flammable material or high temperature                            |
| W023: Warnung vor ätzenden Stoffen                               | D-W004: Warnung vor ätzenden Stoffen                                   | Warnung vor ätzenden Stoffen                                | Warnung vor ätzenden Stoffen                                | Corrosive material                                                |
| W028: Warnung vor brandfördernden Stoffen                        | D-W011: Warnung vor brandförderndenStoffen                             | Warnung vor brandfördernden Stoffen                         | Warnung vor brandfördernden Stoffen                         | Oxidant material                                                  |
| W071: Warnung vor gesundheitsgefährdenden Stoffen oder Gemischen | D-W018: Warnung vor gesundheitsschädlichen oder reizenden Stoffen      | Warnung vor schädlichen oder irritierenden Stoffen          | Warnung vor schädlichen oder irritierenden Stoffen          |                                                                   |
|                                                                  | D-W021: Warnung vor explosionsfähiger Atmosphäre                       |                                                             | Warnung vor explosionsfähiger Atmosphäre                    |                                                                   |

### ISO 21482
In Deutschland ist das nach ISO 21482 genormte Warnzeichen zur Verwendung auf der Umhüllung von radioaktiven Strahlern weder in eine nationale Norm übernommen noch in den Unfallverhütungsvorschriften eingefügt. Es ist auch nicht im Entwurf der Neufassung der DIN 4844-2 enthalten. In Österreich ist es in der OENORM ISO 21482 genormt. Das Warnzeichen wurde als Konsequenz des Nuklearunfalls von Samut Prakan eingeführt.

Warnung vor gefährlichen radioaktiven Stoffen (auf Umhüllung radioaktiver Strahler)